# Moris Gutt
Moris Gutt (Jersón, Ucrania,14 de febrero de 1897 - Bogotá, Colombia, 19 de agosto de 1971) fue un empresario, filántropo judío ucraniano nacionalizado colombiano que emigró a Colombia a principios del siglo XX, conocido por ser cofundador de Grasas y Productos Químicos - GrasCo, Indupalma, Detergentes S.A, entre otras.

## Biografía
Gutt nació el 14 de febrero de 1897 en Jersón, Ucrania en el seno de una familia judía agraria. Tras ser liberado de una condena en Siberia decide emigrar a Colombia en el año de 1915 para trabajar con su primo Salomón Gutt quien ya se había residenciado en Colombia desde 1913 junto con otros inmigrantes ucranianos y quién era dueño del almacén "Ambos Mundos" dedicado a la tela y productos importados de Europa.
Se dedico primeramente a la exportación de café y otros productos agrarios, en los años 30 empezó a dedicarse junto a su primo Salomón Gutt, a la urbanización de la Ciudad de Bogotá, destacando la urbanización de algunos barrios como 7 de Agosto, Marly, La Floresta, entre otros.
A lo largo de los años 40, 50 y 60 fundó varias compañías en diversos campos entre ellas: Grasas y Productos Químicos - GrasCo, Industria Agraria La Palma, Indupalma, Detergentes S.A (Dersa), Concentrados Raza S.A. etc.

## Filantropía
Sus principales obras filantrópicas a la ciudad fueron El banco nacional de sangre a la Cruz Roja Colombiana y la Sinagoga Maguen Ovadía, la primera de Bogotá. Posterior a su muerte su esposa Matilde hizo una donación de 2 Millones de Dólares para la construcción de la Clínica de urgencias de la Fundación Santa Fe, que llevaría desde entonces el nombre de Clínica de Urgencias Moris y Tila Gutt.